# Czerkasy (gmina w województwie lwowskim)
Czerkasy – dawna gmina wiejska w powiecie lwowskim województwa lwowskiego II Rzeczypospolitej. Siedzibą gminy były Czerkasy.
Gminę utworzono 1 sierpnia 1934 r. w ramach reformy na podstawie ustawy scaleniowej z dotychczasowych gmin wiejskich: Czerkasy, Dmytrze, Honiatycze, Horbacze, Kahujów, Popielany i Werbiż.
Pod okupacją niemiecką w Polsce (GG) gminę zniesiono, włączając ją do gminy Krasów (Czerkasy, Honiatycze, Horbacze, Kahujów i Werbiż) i do nowo utworzonej gminy Szczerzec (Dmytrze i Popielany).
Po II wojnie światowej obszar gminy został odłączony od Polski i włączony do Ukraińskiej SRR.